# His Prior Claim
His Prior Claim è un cortometraggio muto del 1914. Il nome del regista non viene riportato nei credit del film che, prodotto dalla Biograph, era interpretato da Augusta Anderson, Henry A. Barrows e Gretchen Hartman.

## Produzione
Il film fu prodotto dalla Biograph Company.

## Distribuzione
Distribuito dalla General Film Company, il film - un cortometraggio in una bobina - uscì nelle sale cinematografiche statunitensi il 18 dicembre 1914.
Non si conoscono copie ancora esistenti della pellicola che viene considerata presumibilmente perduta
.